# Animal Parade
 (novembre 2012).
Si vous disposez d'ouvrages ou d'articles de référence ou si vous connaissez des sites web de qualité traitant du thème abordé ici, merci de compléter l'article en donnant les références utiles à sa vérifiabilité et en les liant à la section « Notes et références ».
Animal Parade est une émission de télévision française diffusée de février 1972 à 1987. Au Québec cette émission a été diffusée pendant Les Petits Bonshommes vers la fin des années 1970, et dans les années 1980 à la fin d'émission comme G.I. Joe, Transformers, Ma petite pouliche, Jem et Fraisinette.
Dans cette émission, les comédiens sont entièrement costumés. L'idée originale est de présenter quatre héros qui sont à la fois les musiciens d'un orchestre et l'incarnation, sous forme d'animaux, d'emplois traditionnels du cirque.

## Les personnages
- Jason (Darry Cowl) est un pélican gourmand et grincheux mais au cœur aussi gros que son bec. Il joue du violon, c'est à peu près tout ce qu'il sait faire. Il est un tantinet autoritaire et maniaque. Il ne quitte jamais son peignoir à rayures sauf pour faire ses valises.
- Kourou (Jacques Delord) est un kangourou magicien et contrebassiste. Il excelle dans les numéros de corde. Sa poche est une vraie caverne d'Ali Baba.
- Toupin (Alexandre Bouglione) est un panda aussi gentil qu'un gros ours en peluche. Il joue de la batterie quand il n'est pas perché sur sa grande échelle libre. Il est un peu naïf mais toujours prêt à faire des farces.
- Filock (Rex Borman) est un phoque, champion jongleur. Il joue de la clarinette, collectionne les montres mais aucune ne marque la même heure. C'est le roi de la galipette et le plus adroit des acrobates.

## Sypnosis
Quatre artistes vivent dans un loft où chacun possède une chambre décorée selon ses goûts. La grande salle du rez-de-chaussée leur sert de lieu de répétition. Leurs numéros se mêlent intimement à leur vie quotidienne. Ils sont de caractère joyeux et farceur et le pauvre Jason qui est plutôt râleur est le dindon de la farce. Il trouve toujours un bon prétexte pour faire ses valises et quitter ses amis. Mais leurs propos flatteurs ou éplorés lui font facilement changer d'avis.

## Liste des épisodes
- Le Nettoyage (14 février 1972)
- Les réveils de Kourou (15 février 1972)
- L'échelle libre (16 février 1972)
- La répétition (17 février 1972)
- La Gymnastique (18 février 1972)
- Les Ballons (19 février 1972)
- Jason aime la musique (20 février 1972)
- La Partie de cartes (21 février 1972)
- Le Médicament (22 février 1972)
- Les Hoquets de Toupin (23 février 1972)
- La Lévitation (24 février 1972)
- L'omelette (25 février 1972)

## Fiche technique
- Scénaristes : Claude Blanchard et Jean Marillier
- Guide des épisodes : la série comporte 12 épisodes (l'émission ne fut pas renouvelées par l'ORTF après le décès de Pierre Mathieu)

## Produits dérivés
- Le journal Animal Parade
- Un 45 tours avec musique composée par André Popp et chantée par Carlos.